# زرغر غلي بلاغي
زرغر غلي بلاغي هي قرية في مقاطعة مشكين شهر، إيران. يقدر عدد سكانها بـ 173 نسمة بحسب إحصاء 2016.